# دایچی کاواشیما
دایچی کاواشیما (انگلیسی: Daichi Kawashima؛ زادهٔ ۲۱ نوامبر ۱۹۸۶) بازیکن فوتبال اهل ژاپن است.
از باشگاه‌هایی که در آن بازی کرده‌است می‌توان به باشگاه فوتبال کاشیما آنتلرز اشاره کرد.